# Rexford (Montana)
Rexford és una població dels Estats Units a l'estat de Montana. Segons el cens del 2000 tenia 151 habitants.

## Demografia
Segons el cens del 2000, Rexford tenia 151 habitants, 70 habitatges, i 45 famílies. La densitat de població era de 583 habitants per km².
Dels 70 habitatges en un 18,6% hi vivien nens de menys de 18 anys, en un 47,1% hi vivien parelles casades, en un 11,4% dones solteres, i en un 34,3% no eren unitats familiars. En el 31,4% dels habitatges hi vivien persones soles l'11,4% de les quals corresponia a persones de 65 anys o més que vivien soles. El nombre mitjà de persones vivint en cada habitatge era de 2,16 i el nombre mitjà de persones que vivien en cada família era de 2,59.
Per edats la població es repartia de la següent manera: un 17,9% tenia menys de 18 anys, un 11,3% entre 18 i 24, un 23,8% entre 25 i 44, un 28,5% de 45 a 60 i un 18,5% 65 anys o més.
L'edat mediana era de 43 anys. Per cada 100 dones de 18 o més anys hi havia 87,9 homes.
La renda mediana per habitatge era de 22.604 $ i la renda mediana per família de 22.917 $. Els homes tenien una renda mediana de 38.333 $ mentre que les dones 20.250 $. La renda per capita de la població era de 12.355 $. Aproximadament el 16,9% de les famílies i el 24,6% de la població estaven per davall del llindar de pobresa.

## Poblacions més properes
El següent diagrama mostra les poblacions més properes.